# CA 19-9
El  CA 19-9  ( antigen carbohidrat 19-9  o  antigen sialitzat de Lewis (a) ) és una anàlisi de sang de la categoria de marcadors tumorals utilitzat principalment en el tractament del càncer de pàncrees.

## Estructura
CA19-9 és la forma sialilada de l'antigenA de Lewis. És un tetrasacàrid.

## Importància clínica

### Marcador tumoral
Les directrius de la Societat Americana d'Oncologia Clínica desaconsellen l'ús de CA19-9 com a prova de detecció del càncer, especialment del càncer de pàncrees.

### Limitacions
El CA19-9 es pot elevar en molts tipus de càncer gastrointestinal, com el càncer colorectal, el càncer d'esòfag i el carcinoma hepatocel·lular. A part del càncer, es poden produir nivells elevats en pancreatitis, cirrosi, i malalties de les vies biliars. També es pot elevar en persones amb obstrucció de les vies biliars.
En pacients que no tenen l'antigen de LewisA (un antigen del grup sanguini dels glòbuls vermells), que és aproximadament el 10% de la població caucàsica, el CA19-9 no és produït per cap cèl·lula.

## Història
Va ser descobert el 1981 en pacients amb càncer de còlon i càncer de pàncrees.